# Kingston (New York)
Kingston is een plaats (city) in de Amerikaanse staat New York, en valt bestuurlijk gezien onder Ulster County.

## Geschiedenis
Kingston werd in 1652 gesticht als Wiltwijck in de kolonie Nieuw-Nederland. Met de Engelse verovering van Nieuw-Nederland in 1664 werd Wiltwijck hernoemd naar Kingston. Tijdens de opstand tegen de Engelsen fungeerde de stad van 1777 tot 1783 als tijdelijke hoofdstad van de staat New York.

## Demografie
Bij de volkstelling in 2000 werd het aantal inwoners vastgesteld op 23.456.
In 2006 is het aantal inwoners door het United States Census Bureau geschat op 22.828, een daling van 628 (-2.7%).

## Geografie
Volgens het United States Census Bureau beslaat de plaats een oppervlakte van
22,4 km², waarvan 19,0 km² land en 3,4 km² water.

## Plaatsen in de nabije omgeving
De onderstaande figuur toont nabijgelegen plaatsen in een straal van 8 km rond Kingston.

## Geboren in Kingston
- Peter Bogdanovich (1939-2022), filmregisseur en acteur